# Pintura de América Latina
La categoría "pintura latinoamericana" refiere las manifestaciones pictóricas  de Sudamérica, Centroamérica y el Caribe, así como de los latinoamericanos que residen en otras regiones del mundo. 
Es relevante señalar que, antes de la llegada de los conquistadores y colonizadores europeos, el continente americano ya contaba con una rica tradición artística desarrollada por diversas culturas de pueblos originarios. Aunque desde la perspectiva de la cultura occidental, las producciones visuales de estos pueblos se clasifican como precolombinas, es fundamental considerar la necesidad de revisar y contrastar estas categorizaciones con otras formas de periodización. No resulta adecuado aplicar categorías europeas al estudio de realidades no europeas, ya que dichas categorías por sí solas no son suficientes para dar cuenta de la riqueza y complejidad de las tradiciones originarias.  

### Desde la colonización hasta elsigloXIX
Durante el periodo colonial, tras la llegada de los europeos, se estableció una fusión de tradiciones y técnicas europeas con las de los pueblos originarios, dando lugar a una pintura que reflejaba la influencia de la Iglesia Católica, los ideales del Renacimiento europeo y las particularidades locales. El arte religioso y la representación de figuras divinas y escenas bíblicas dominaron gran parte de la producción pictórica, especialmente en el Virreinato de la Nueva España.

## SigloXIX

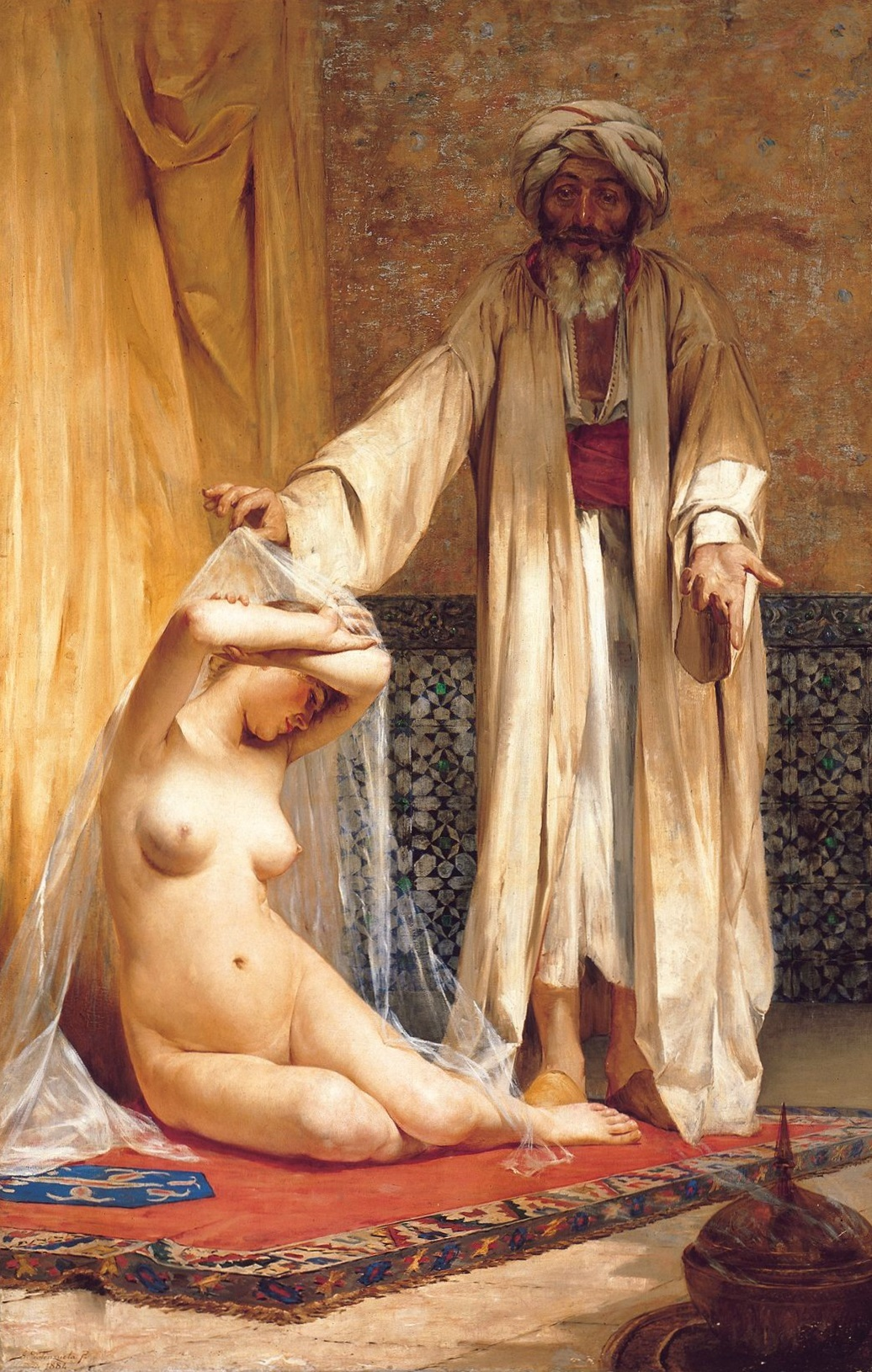
La perla del mercader (1884), Alfredo Valenzuela Puelma.

Durante el siglo XIX, el clasicismo y el realismo, enseñados en las academias fundadas por los nuevos estados independientes, continuaron predominando en el arte latinoamericano. Estos estilos fueron clave en la consolidación de una identidad artística en la región. Entre los artistas destacados de este período por las narrativas dominantes de la Historia del Arte se encuentran los argentinos Eduardo Sívori, Prilidiano Pueyrredón, Ernesto de la Cárcova, los chilenos Pedro Lira y Alfredo Valenzuela Puelma, los brasileños Victor Meirelles y Manuel de Araújo Porto-Alegre, así como los mexicanos Saturnino Herrán, Santiago Rebull y José María Velasco, entre otros y otras.

## SigloXX
Diego Rivera, Frida Kahlo, José Clemente Orozco, David Alfaro Siqueiros, Rufino Tamayo, Manuel Felguérez, José Luis Cuevas, Pedro Friedeberg, Ignacio Barrios, Francisco Toledo, Jorge Marín, Luis Nishizawa Flores, el colombiano Fernando Botero, el cubano Wifredo Lam los venezolanos Carlos Cruz Diez, Jesús Rafael Soto, Juan Vicente Hernández, Oswaldo Vigas, los peruanos Teodoro Núñez Ureta, Fernando de Szyszlo y Herman  Braun-Vega, Milton Becerra, Laura Lastra, el nicaragüense Armando Morales, el guatemalteco Rodolfo Abularach,entre muchos otros.

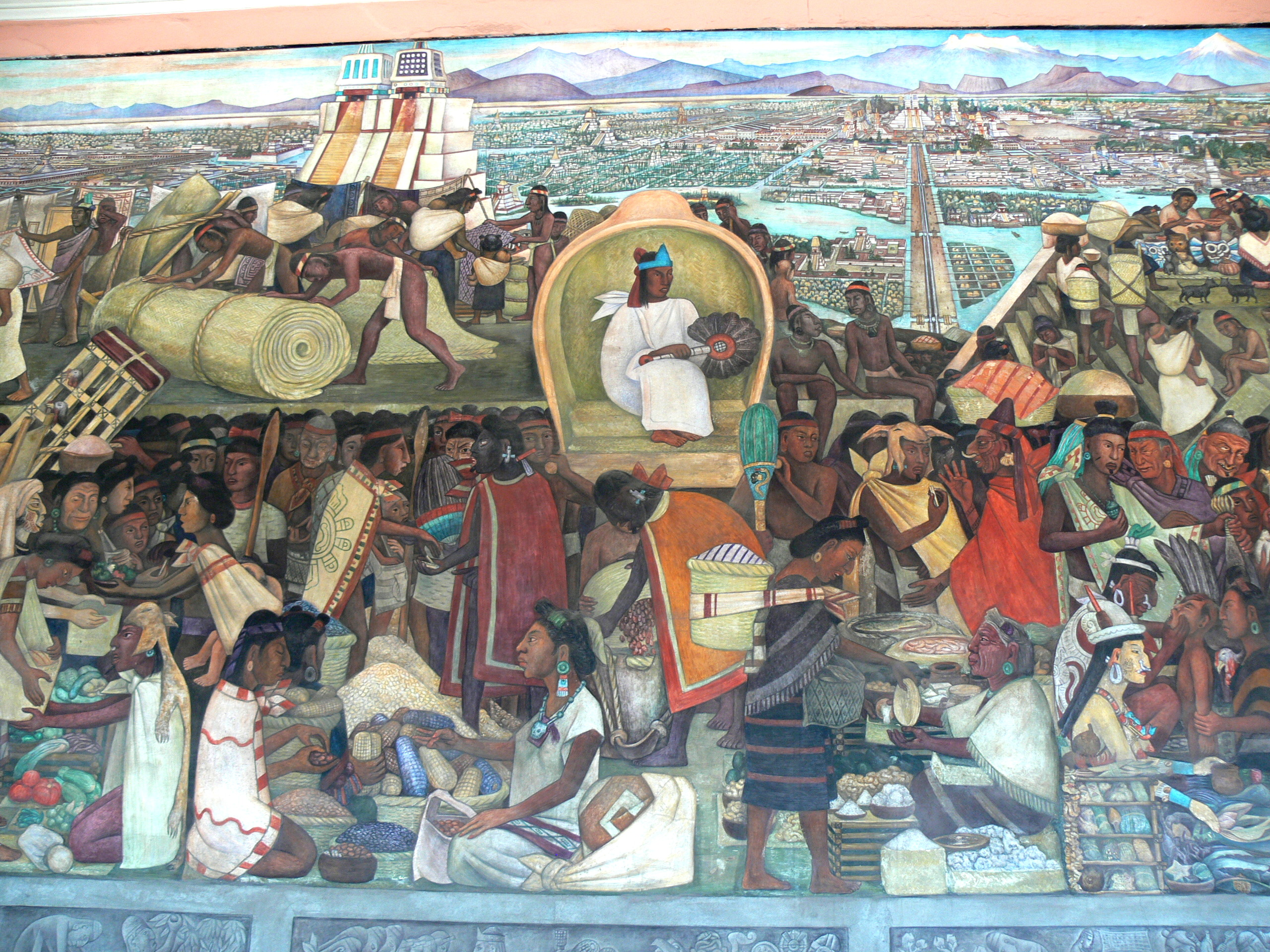
Mural de Rivera mostrando la vida de los aztecas en el mercado de Tlatelolco. Palacio Nacional de Ciudad de México.
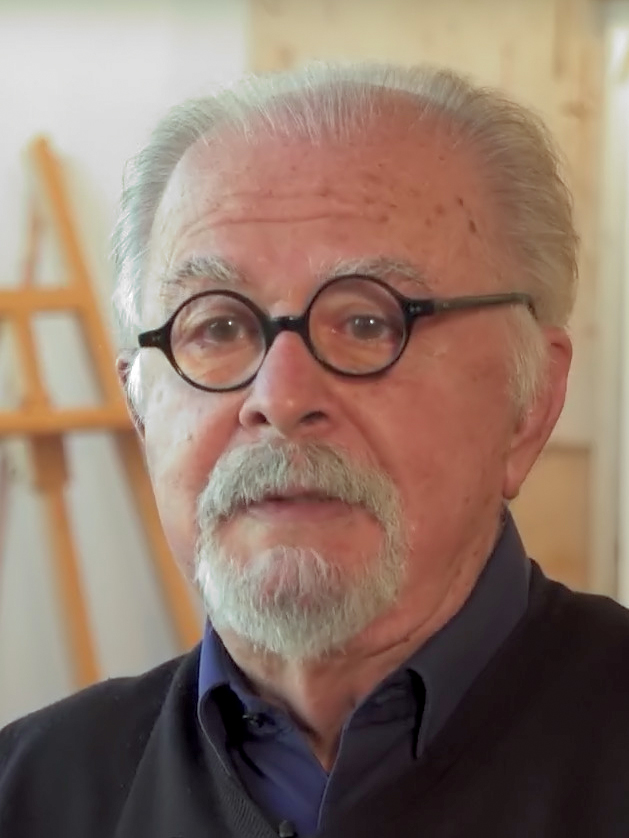
Fernando botero, 2018.